# Landschaftsschutzgebiet Freiflächen um Gudenhagen

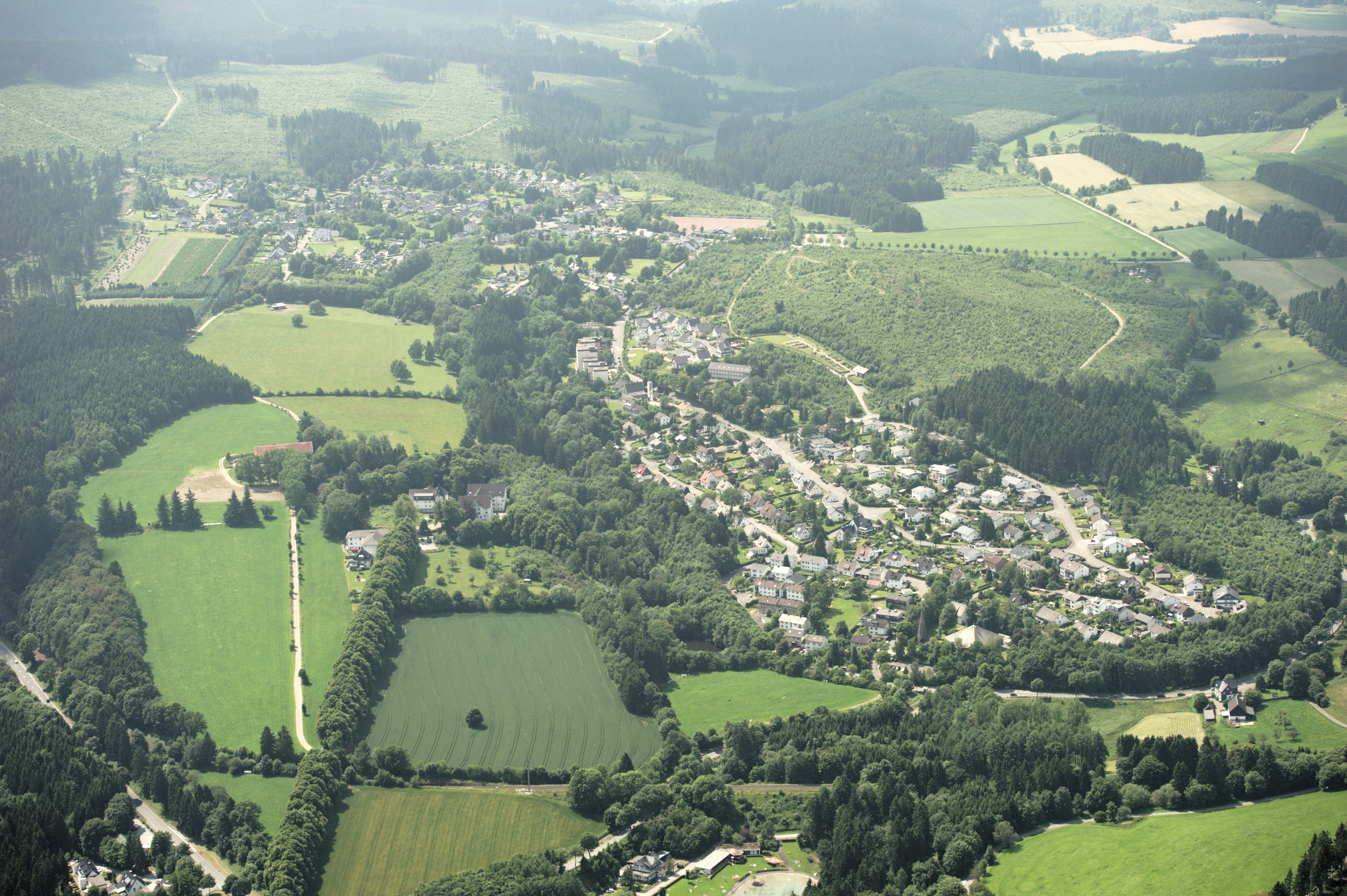
Die Offenlandbereiche ums Dorf gehören zum LSG

Das Landschaftsschutzgebiet Freiflächen um Gudenhagen mit 33,2 ha Größe liegt um Gudenhagen im Stadtgebiet von Brilon. Das Gebiet wurde 2002 vom Kreistag des Hochsauerlandkreises mit dem Landschaftsplan Hoppecketal als Landschaftsschutzgebiet (LSG) ausgewiesen. Das LSG besteht aus drei Teilflächen.

## Beschreibung
Es handelt sich um Offenlandbereiche mit Grünland, welche Teils bis an den Siedlungsrand reichen. Das Landschaftsschutzgebiet Freiflächen um Gudenhagen wurde als eines von 22 Landschaftsschutzgebieten vom Typ B, Ortsrandlage, Landschaftscharakter im Stadtgebiet von Brilon ausgewiesen. Im Stadtgebiet gibt es auch vier Landschaftsschutzgebiete vom Typ A (Allgemeiner Landschaftsschutz) und 53 Landschaftsschutzgebiete vom Typ C (Wiesentäler und bedeutsames Extensivgrünland) mit anderen Auflagen.

## Geplantes Feriendorf Gut Petersborn
Auf der südwestlichen Teilfläche im Gebiet Aufm Kahlen Hohl wird ein Feriendorf Gut Petersborn geplant. Eine Untersuchung vom Landesamt für Natur, Umwelt und Verbraucherschutz Nordrhein-Westfalen stellte 2019 fest, dass es sich bei der 6 ha großen mit Hochlandrindern beweideten Grünlandfläche größtenteils um gesetzlich geschützte Biotope nach § 30 BNatSchG handelt. Dort liegt Magergrünland mit Kreuzblümchen-Borstgrasrasen und Orchideen-Vorkommen, einem prioritären FFH-Lebensraumtyp. Auf der Fläche kommt ein großer Insektenreichtum vor, mit Massenvorkommen von Schnaken Ende Mai und Gartenlaufkäfern im Juni. Auch seltene Arten wie Grünwidderchen und Brauner Feuerfalter kommen vor.
In der Folge gründete sich der Verein Naturschutzgebiet Gudenhagen-Petersborn. Dieser lud die vier Briloner Bürgermeisterkandidaten ein um öffentlich zum geplanten Feriendorf-Projekt in Gudenhagen-Petersborn vor den Kommunalwahlen in Nordrhein-Westfalen 2020 Stellung zu beziehen.
Die zu bebauende Fläche wurde bis zum Oktober 2020 auf 1,4 ha reduziert. Dabei wurden ein Reitplatz und zwei Gebäude mit Ferienwohnungen gestrichen. Vor dem Bau muss eine CEF-Maßnahme, eine zeitlich vorgezogene Ausgleichsmaßnahme, auf 2,6 ha Fläche durchgeführt werden. Diese soll am nördlich vom Dorf liegenden Poppenberg in einer Weihnachtsbaumplantage durchgeführt werden. Dazu soll es zu einer Sodenverpflanzung von Magerrasenstücken von 3 m × 1 m und 20 cm Tiefe von der Fläche Aufm Kahlen Hohl kommen. Das Vorkommen von Grünlicher Waldhyazinthe und Geflecktem Knabenkraut konnte noch 2020 bestätigt werden.
Wegen des massiven Widerstands in der Bevölkerung und des geschützten Biotops wurde die Planung des Feriendorfs Gut Petershagen aufgegeben, dafür wurde die Planung des Feriendorfs Gut Pferdeberg nördlich vom Dorf und westlich des Campingplatzes begonnen.

## Schutzzweck
Die Ausweisung erfolgte zur Sicherung der Vielfalt und Eigenart der Landschaft im Nahbereich der Ortslagen und der alten landwirtschaftlichen Vorranggebiete durch Offenhaltung.

## Rechtliche Vorschriften
Wie in den anderen Landschaftsschutzgebieten vom Typ B besteht im LSG ein Verbot der Erstaufforstung und der Anlage von Weihnachtsbaum-, Schmuckreisig- und Baumschul-Kulturen. Wie in allen Landschaftsplangebieten vom Typ B im Stadtgebiet von Brilon besteht das Gebot, das LSG durch landwirtschaftliche Nutzung oder durch Pflegemaßnahmen von einer Bewaldung freizuhalten.